# Дальнее (Днепропетровская область)
Дальнее (укр. Дальнє) — село,
Проминьский сельский совет,
Солонянский район,
Днепропетровская область,
Украина.
Код КОАТУУ — 1225086203. Население по переписи 2001 года составляло 101 человек .

## Географическое положение
Село Дальнее находится в 2-х км от берега реки Грушевка, недалеко от её истоков.
На расстоянии в 0,5 км расположено село Матросово.
Рядом проходит железная дорога, станция Платформа 277 км в 3-х км.